# Лімб (релігія)

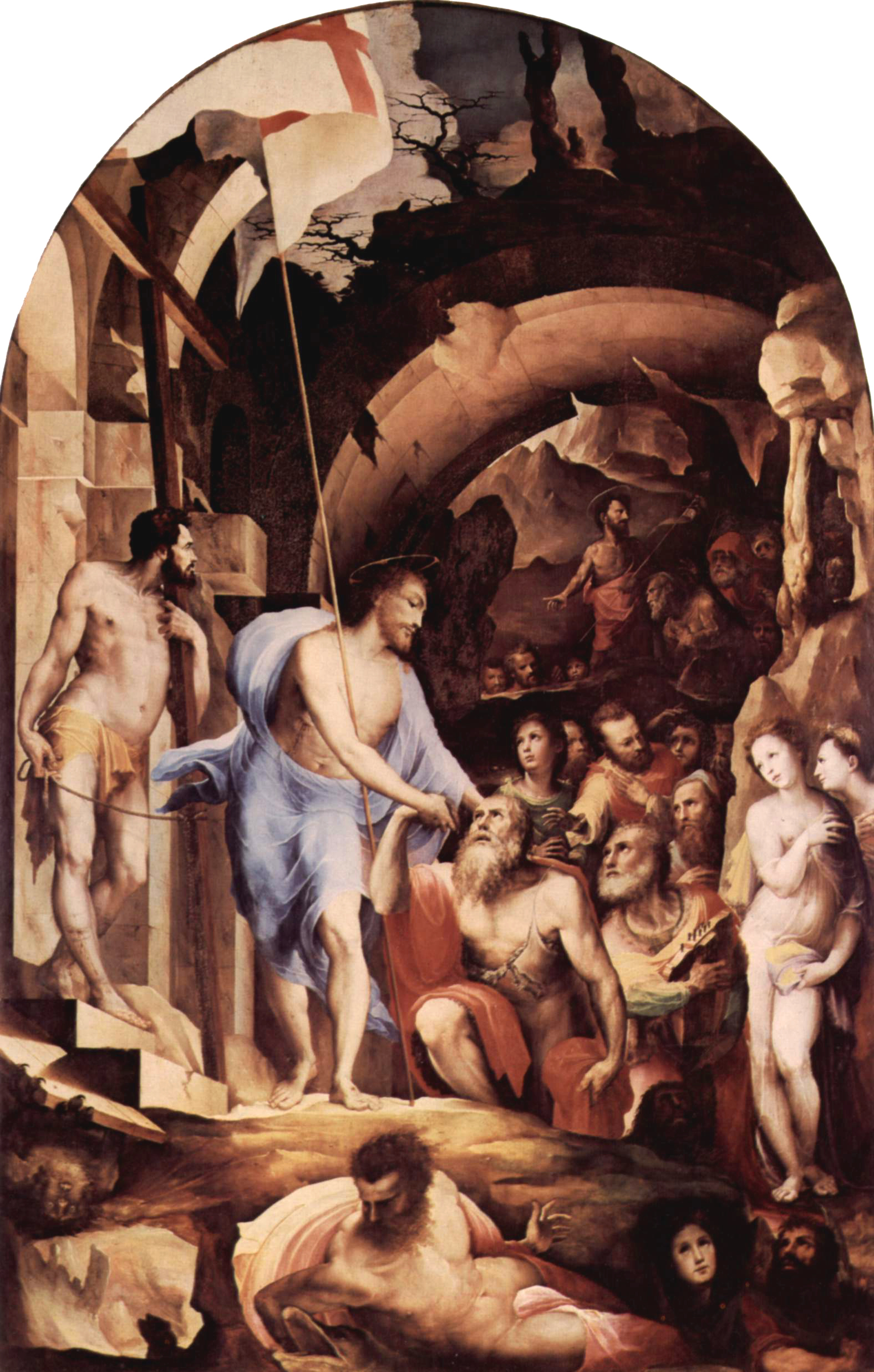
Доменіко Беккафумі. Ісус у лімбі (1530—1535)

Лімб (лат. limbus — рубіж, край) — в католицькій теології місце перебування душ померлих немовлят і благочесних дорослих, що не були охрещені, а тому не можуть потрапити в рай. Згідно з різними теологами, ці душі або ведуть у лімбі радісне існування, або зазнають невеликих страждань через віддаленість від Бога.

## Рівні лімбу
У католицькій традиції виділяються рівні лімбу:
- Лімб немовлят (limbus infantium або limbus parvulorum) — куди потрапляють душі дітей, які померли зовсім малими, а тому не мають особистих гріхів, а тільки гріх першородний[1]. Поширене уявлення, що в лімбі перебувають душі нехрещених немовлят, а хрещених — відправляються в рай. Утім, їхнє перебування в лімбі вважалося такими авторитетними теологами, як Августин Блаженний, радісним і ввійшло до католицької традиції[2]. П'єр Абеляр натомість вважав, що вони страждають від почуття віддалення від Бога[3]. Сучасні теологи схильні вважати, що хрещення все ж необов'язкове і всі дитячі душі опиняються в раю[2][3]. 20 квітня 2007 року Ватикан опублікував документ з висновком про те, що належить вірити в бажання Бога врятувати душі нехрещених немовлят; а віра в лімб немовлят відображає хибний погляд на спасіння[4].
- Лімб отців (limbus patrum) — призначений для душ людей, що жили праведно, але померли до здійснення Христом викупної жертви. Поширена ідея, що Христос потім зійшов у лімб і забрав звідти душі в рай[1].

## У  культурі
У «Божественній комедії» Данте лімб слугує аналогом античного елесію. Це перше коло пекла, де разом з нерішучими людьми та нехрещеними немовлятами перебувають добродійні нехристияни — філософи, поети і лікарі античності, а також герої язичницького світу. Там вони не страждають, але й не мають райських радощів.
У «Діяннях небожителів» Віктора Гребенюка Оповідач потрапляє до сфери, що її католики називають лімбом, а православні хоча фактично визнають, але не пойменовують. Оповідач опиняється тут у своєрідному театрі, куди з раю та пекла переміщуються справжні історичні персонажі та грають перед ним ряд п’єс із минулого церкви.
Головний герой фільму «Матриця: Революція», Нео, опиняється на станції метро «Mobil Ave» (Mobil — анаграма Limbo), що перебуває між реальним світом і симуляцією. В аніме та манзі «Наруто» лімбом називається вимір простору, видимий людям, наділеним особливою силою.
У коміксах Marvel Comics, лімбом називаються два виміри, де мешкають мандрівник у часі Кан Завойовник і суперлиходій Беласко. В DC Comics, лімб — це місце, де проживають стерті з реальності чи забуті герої.
Дія відеогри Limbo відбувається в повному небезпек місці, де хлопчик шукає свою сестру. В відеогрі DmC: Devil May Cry, лімб — це спотворене відображення світу, де мешкають демони. В Warframe ім'я Лімб має персонаж, здатний телепортуватися крізь невидимий вимір простору.